# Поздняков, Алексей Петрович
Алексей Петрович Поздняков (24 марта 1918, Екатеринодар, Кубанская область — 2 июля 2005, Краснодар) — полковник советской авиации, участник Великой Отечественной войны, Герой Советского Союза (1943).

## Биография
Алексей Поздняков родился 24 марта 1918 года в Екатеринодаре (ныне — Краснодар). Окончил среднюю школу # 36 (сейчас гимназия). В 1937 году Поздняков был призван на службу в Рабоче-крестьянскую Красную Армию Ростовским РВК. В 1940 году он окончил Мелитопольское военное авиационное училище. С первого дня Великой Отечественной войны — на её фронтах.
Младший летчик-наблюдатель 125-го скоростного бомбардировочного авиационного полка лейтенант Поздняков был сбит 9.07.1941 года на Западном фронте.
К декабрю 1941 года лейтенант Алексей Поздняков совершил 74 боевых вылета на бомбардировку скоплений боевой техники и живой силы противника, его важных объектов, нанеся ему большие потери. Принял участие в 8 воздушных боях, сбив 2 вражеских самолёта.Приказом Вс Ленинградского фронта №: 1007/н от: 20.12.1941 года стрелок-бомбардировщика 125-го БАП лейтенант Поздняков был награждён орденом Красной Звезды за 42 успешные бомбардировки и 2 сбитых самолёта МЕ-109(Представлялся к званию Героя Советского Союза).
Указом Президиума Верховного Совета СССР от 10 февраля 1943 года за «образцовое выполнение боевых заданий командования на фронте борьбы с немецкими захватчиками и проявленные при этом мужество и героизм»(за 74 боевых вылета на бомбардировку позиций противника) штурман эскадрильи 125-го БАП лейтенант Алексей Поздняков был удостоен высокого звания Героя Советского Союза с вручением ордена Ленина и медали «Золотая Звезда» за номером 921.
После окончания войны Поздняков продолжил службу в Советской Армии. Окончил Борисоглебское военное авиационное училище лётчиков. В январе 1961 года в звании полковника Поздняков был уволен в запас. Проживал в Краснодаре, работал директором курсов повышения квалификации руководящих и инженерно-технических кадров Министерства пищевой промышленности СССР.В 1985 году награждён орденом Отечественной войны 1-й степени.
Скончался 2 июля 2005 года.

## Награды
Почётный гражданин Краснодара. Был также награждён орденом Отечественной войны 1-й степени(1985), двумя орденами Красной Звезды, рядом медалей.